# 库朗日龙
库朗日龙（法語：Coulangeron，法語發音：[kulɑ̃ʒʁɔ̃]）是法国勃艮第-弗朗什-孔泰大区约讷省的一个市镇，属于欧塞尔区。

## 地理
库朗日龙（47°40'51"N, 3°28'12"E）面积8.52 平方千米，位于法国勃艮第-弗朗什-孔泰大區约讷省，该省份为法国中北部内陆省份，西接卢瓦雷省，西北接塞纳-马恩省，南至涅夫勒省，东临科多尔省，东北与奥布省接壤。
与库朗日龙接壤的市镇（或旧市镇、城区）包括：埃康、迪日、梅里塞克、瓦讷。
库朗日龙的时区为UTC+01:00、UTC+02:00（夏令时）。

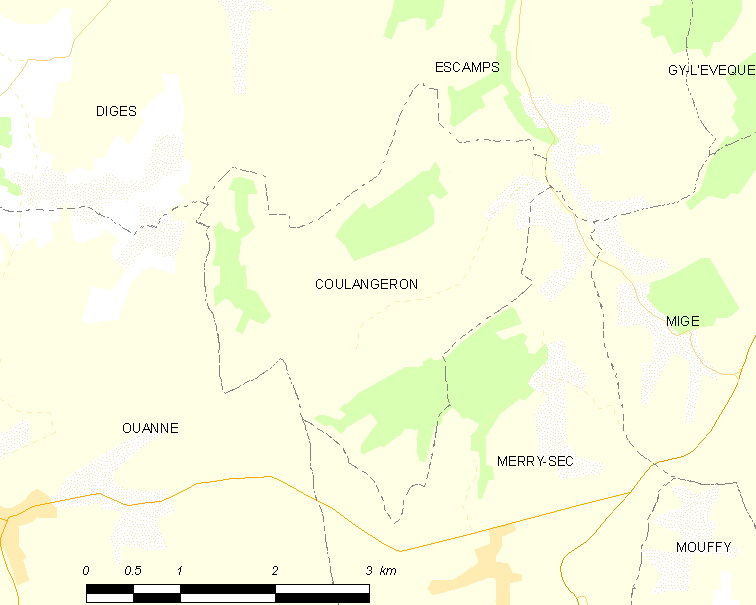
库朗日龙的OSM定位图

## 行政
库朗日龙的邮政编码为89580，INSEE市镇编码为89117。

## 政治
库朗日龙所属的省级选区为万塞勒县。

## 人口

1962-2008年间库朗日龙人口变化图示

库朗日龙于2022年1月1日时的人口数量为214人。